# آمو (موسيقي)
آمو (بالإنجليزية: Ammo)‏ هو منتج ومسجل أمريكي وكاتب أغاني وقد شارك آمو في كتابة وإنتاج أغاني لبيونسي، كشا،  كيتي بيري، بيتبول، مارون 5  ، بريتني سبيرز  ، جيسي جي،  جيسون ديرولو، مايك بوسنر،  فيفث هارموني،  .آر كيلي، فلو رايدا، وسيلينا غوميز.
وقد ساهم أيضا في مارون 5 «السكر»، كاتي بيري " E.T ". العمل من المنزل (أغنية) لفيفث هارموني.

## روابط خارجية
- آمو على موقع IMDb (الإنجليزية)
- آمو على موقع ميوزك برينز (الإنجليزية)
- آمو على موقع أول ميوزيك (الإنجليزية)
- آمو على موقع ديسكوغز (الإنجليزية)
- آمو على موقع ديسكوغز (الإنجليزية)